# 田楼镇
田楼镇是中华人民共和国江苏省连云港市灌南县下辖的一个镇。
2013年1月31日，江苏省人民政府批复同意撤销田楼乡、长茂镇，将原田楼乡和长茂镇所辖区域合并，设立田楼镇，镇政府驻三兴居委会三兴街。

## 行政区划
田楼镇下辖以下村级行政区划单位：
大堰村、头图村、二图村、新盘村、西盘村、东盘村、林丰村、合浦村、三庄村、茂兴村、长茂村、三兴村、大兴村、耿冯村、田楼村、佑兴村、合兴村、六圩村、路北村、七圩村、振东村、浦二庄村、李二圩村、浦东村、小海村和大莽牛村。